# Catabolietrepressie
Catabolietrepressie of diauxie is een wijdverspreid verschijnsel in bacteriën, waarbij de aanwezigheid van een snel metaboliseerbaar suiker de opname van een langzamer metaboliseerbaar suiker blokkeert. Hierdoor zal het organisme eerst de suikers uit de omgeving opnemen die het snelst energie leveren, waardoor de groeisnelheid van de bacterie maximaal is. Dit levert een voordeel op in de strijd met concurrerende organismen.

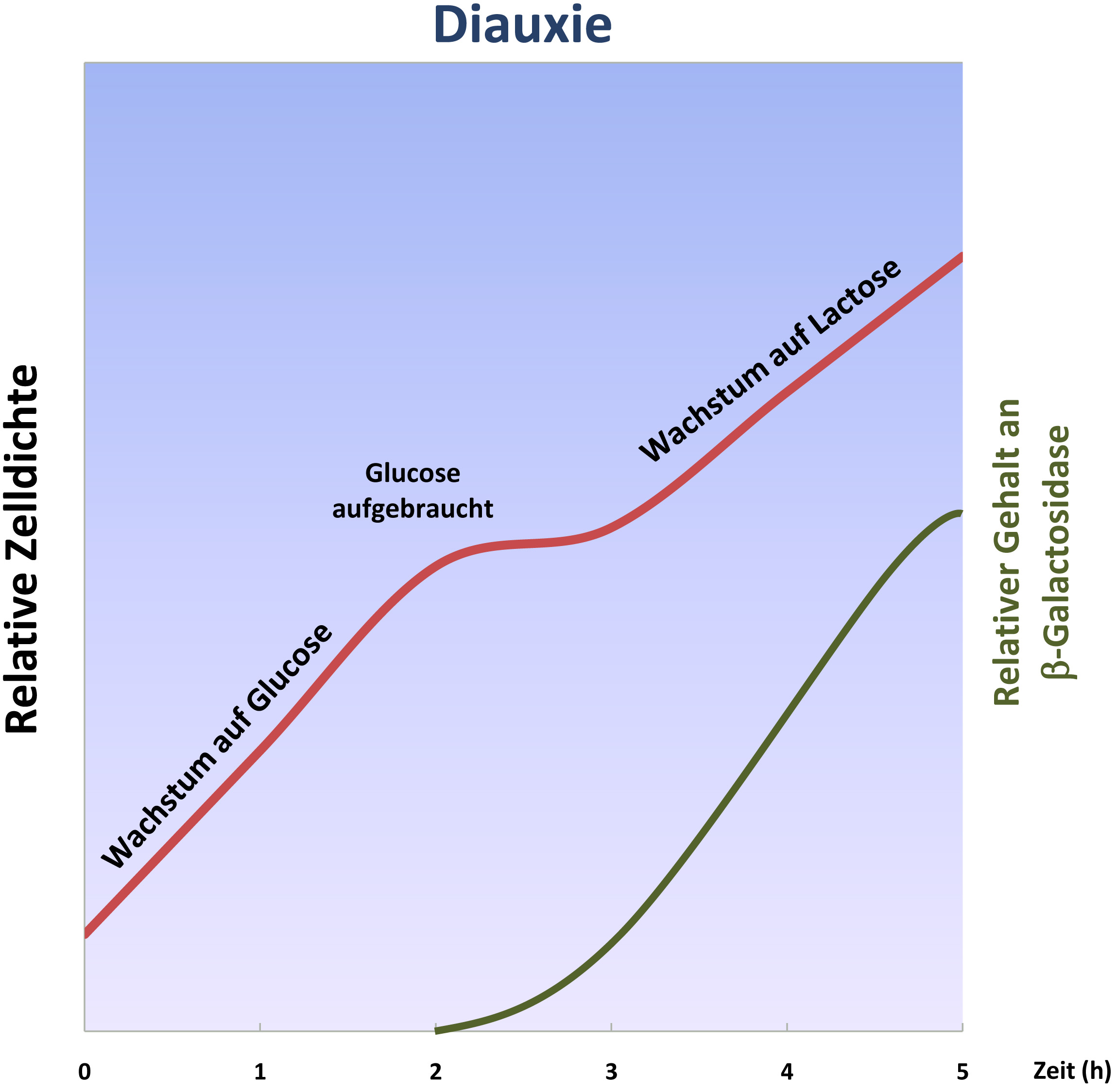
Catabolietrepressie - gebruik van glucose ten opzichte van lactose

Het achterliggende mechanisme is dat de aanwezigheid van een prefereerbare koolstofbron een remmende werking heeft op de genexpressie (transcriptie) van de enzymen die nodig zijn voor transport en metabolisme van een andere koolstofbron. 
Bijvoorbeeld in een omgeving van glucose en lactose zal een bacterie eerst de meest prefereerbare koolstofbron (in dit geval glucose) consumeren en de andere bron negeren. Pas nadat alle glucose verbruikt is, begint de bacterie met de omzetting van de lactose. In dit specifieke geval wordt deze regulatie geregeld door het lac-operon.
Hierdoor heeft de groeicurve van de bacterie 2 fasen (dit heet een bifasische groeicurve). Ergens in de groeicurve is er vaak sprake van een vertraging, de bacterie schakelt daar over naar de andere suiker, waarna de groeicurve weer verdergaat. 